# Eubazus thoracicus
Eubazus thoracicus är en stekelart som först beskrevs av William Harris Ashmead 1894.  Eubazus thoracicus ingår i släktet Eubazus och familjen bracksteklar. Inga underarter finns listade i Catalogue of Life.